# 二氯乙酸二异丙铵
二氯乙酸二异丙铵（英語：Diisopropylamine dichloroacetate，DADA）是一种羧酸盐，化学式为C8H17Cl2NO2。它可由二异丙胺和二氯乙酸在乙醚中于0 °C反应制得。它从二氯甲烷/环己烷混合溶液中可以生长出单晶。